# Gilmaniella subornata
Gilmaniella subornata är en svampart som beskrevs av Morinaga, Minoura & Udagawa 1978. Gilmaniella subornata ingår i släktet Gilmaniella, divisionen sporsäcksvampar och riket svampar.   Inga underarter finns listade i Catalogue of Life.